# Margarita Tintó
Margarita Tintó Sala (Parets, 1930-Granollers, 29 de octubre de 2017) fue una historiadora española, especializada en historia medieval. Conservadora técnica del Museo de Historia de Barcelona durante casi 30 años y Directora del Museo Mossèn Cinto Verdaguer, Villa Joana, de Vallvidrera.

## Trayectoria
Se licenció en Filosofía y Letras y fue una medievalista que dedicó la mayor parte de su vida profesional al ámbito de los museos. Entre 1954 y 1959 trabajó en el Archivo General de la Corona de Aragón (ACA), realizando sus propias investigaciones y haciendo transcripciones de documentos para terceros, así como diversos catálogos a encargo del propio centro.  
En 1958, fue becaria del Consejo Superior de Investigaciones Científicas (CSIC) en el archivo, donde realizó una investigación de tipo histórico-literaria. En abril de 1959, fue nombrada funcionaria interina del Cuerpo Facultativo de Archiveros, Bibliotecarios y Arqueólogos, para trabajar también en el ACA. En 1967, se presentó a las oposiciones a conservadora técnica del Museo de Historia de la Ciudad de Barcelona en el que estuvo trabajando más de treinta años. 
Escritora, historiadora y persona implicada con la cultura, contribuyó a fundar el Museo de Granollers. Escribió varios libros, entre los que destaca La història del Gremi de Serrallers i Ferrers de Barcelona (1980), El Retablo gótico de Sant Esteve de Granollers (1990),Cartas del baile general de Valencia, Joan Mercader, al rey Fernando de Antequera (1979) o Mauthausen: crònica gràfica d'un camp de concentració, con Rosa Toran (2002). Su trabajo se centró en los análisis de los gremios, los monasterios y el patrimonio real, además del trabajo en el propio museo. 

## Reconocimientos
En 2005, Tintó recibió el  Premio honorífico Eugeni Xammar a la Gente de la Cultura que otorga Òmnium Cultural. Posteriormente, en 2008, recibió la Medalla de la Ciudad de Granollers por su dilatada trayectoria en el mundo de la investigación y la historia.
En 2020, fue incluida dentro del proyecto “Mujeres Investigadoras en los Archivos Estatales (1900-1970)” para la descripción archivística y creación de un micrositio específico en el Portal de Archivos Españoles (PARES), desarrollado entre 2020-2023. Este proyecto ha sido impulsado por la Subdirección General de Archivos Estatales, con el objetivo visibilizar la labor de investigación realizada en España por las mujeres en el intervalo 1900-1970 partiendo de los registros documentales que se conservan en los Archivos de Gestión de los AAEE del Ministerio de Cultura (el Archivo Histórico Nacional, el Archivo de la Corona de Aragón, el Archivo General de Simancas, el Archivo General de Indias, el Archivo de la Real Chancillería de Valladolid, el Archivo General de la Administración y el Centro de Información Documental de Archivos).